# Jojo Wolff
Joachim „Jojo“ Wolff (* 10. April 1958 in Köln) ist ein deutscher Fernsehregisseur.

## Leben
Nach dem Studium an der FH Köln (Fachbereich Design/Visuelle Kommunikation, Illustrationsklasse Gottfried Wiegand) arbeitete er einige Jahre als Bühnenbildner und Regieassistent, bevor er 1998 endgültig ins Regiefach wechselte. Er ist seit 1986 Mitglied der Künstlergruppe „Kölner Kästchentreffen“, mit der er Gruppenausstellungen und Papiertheater-Projekte realisiert.

## Filmografie
- 1998 Gisbert (Sechsteilige Fernsehserie von und mit Hape Kerkeling)
- 1998 Käpt’n Blaubär Club (8 Folgen)
- 1999 Käpt’n Blaubär Club (7 Folgen)
- 2000 Käpt’n Blaubär Club (16 Folgen)
- 2000 Käpt’n Blaubärs Seemannsgarn (6 Folgen)
- 2001 Käpt’n Blaubär: Eine Weihnachtsgeschichte (Spielfilm)
- 2001 Käpt’n Blaubärs Seemannsgarn (2 Folgen)
- 2001 Die große Hein Blöd Show
- 2002 Käpt’n Blaubär: Heins Blödsinn (6 Folgen)
- 2002 Käpt’n Blaubär: Hein Blöd und die Liebe (9 Folgen)
- 2002 Käpt’n Blaubär: Blaubärs kuriose Kombüsenküche (6 Folgen)
- 2002 Sesamstraße (12 Folgen)
- 2003 Sesamstraße: Feli Interviews (4 Folgen)
- 2003 Sesamstraße (22 Folgen)
- 2003 Käpt’n Blaubär: Blaubärs kuriose Kombüsenküche (6 Folgen)
- 2004 Sesamstraße (15 Folgen)
- 2005 Sesamstraße (29 Folgen)
- 2005 Sesamstraße: Wolle Interviews (13 Folgen)
- 2006 Sesamstraße (44 Folgen)
- 2006 Sesamstraße: Wolle Interviews (13 Folgen)
- 2006 Lucas, das Gürteltier (6 Folgen)
- 2007 Sesamstraße (43 Folgen)
- 2007 Sesamstraße: Wolle Interviews (13 Folgen)
- 2007 Der Wolf vom Wörtersee (13 Folgen)
- 2007 Der Kugelmacher (Kurzfilm)
- 2008 Sesamstraße (31 Folgen)
- 2008 Sesamstraße: Muppet Songserie (13 Folgen)
- 2008 Sesamstraße: Ernie & Bert Privat (13 Folgen)
- 2008 Sesamstraße: Wolle Interviews (13 Folgen)
- 2009 Eine Möhre für Zwei (Pilot)
- 2009 Käpt’n Blaubär Minimusicals (7 Folgen)
- 2009 Käpt’n Blaubärs Seemannsgarn (7 Folgen)
- 2009 Hinter der Rotdornhecke (Kurzfilm)
- 2010 Eine Möhre für Zwei (13 Folgen)
- 2010 Käpt’n Blaubärs Wunderkammer (7 Folgen)
- 2010 La Donna Sogna (Kurzfilm)
- 2010 Ouverture Triste (Fly) (Kurzfilm)
- 2011 Eine Möhre für Zwei (13 Folgen)
- 2011 Snow (Kurzfilm)
- 2012 Eine Möhre für Zwei (15 Folgen)
- 2012 Käpt’n Blaubärs Seemannsgarn (7 Folgen)
- 2012 Die lange Sesamstraßen-Nacht (40 Jahre Sesamstraße)
- 2012 Manamana (Neue Version zum 40-jährigen Jubiläum der Sesamstraße)
- 2013 Freie Fahrt voraus: Verkehrsgeschichten mit Käpt’n Blaubär
- 2013 Sesamstraße: Elmo (12 Folgen)
- 2013 Ernie & Bert und Rolando Villazón: O Sole Mio
- 2013 Ernie und Bert und David Garrett
- 2013 Die Wiwaldi Show (6 Einspieler)
- 2014 Der Schatz des Käpt’n Karotte (Spielfilm und 5-teilige Serie)
- 2014 Eine Möhre für Zwei (14 Folgen)
- 2014 Ernie & Bert und Helene Fischer: Let it Snow
- 2015 Ernie & Bert Experimente
- 2016 Eine Möhre für Zwei (17 Folgen)
- 2017 Sesamstraße: Pizza mit Biss (3 Folgen)
- 2017 WDR macht Schule: Dackl trifft Mozart
- 2018 Eine Möhre für Zwei (9 Folgen)
- 2018 WDR macht Schule: Dackl trifft Mendelssohn-Bartoldy
- 2018 WDR macht Schule: Leben und Musik von Bedrich Smetana
- 2018 WDR macht Schule: Dackl trifft Haydn
- 2018 Das Konzert mit der Maus: Ravel (Animationsfilm)
- 2019 Das Konzert mit der Maus: Ludwig van Beethoven (Animationsfilm)
- 2020 Sesamstraße: Wort des Tages
- 2020 WDR macht Schule: Beethoven digital im Home Schooling
- 2020 WDR macht Schule: Dackl trifft Beethoven
- 2020 WDR Sinfonieorchester Köln: Blech und Literatur (Aufzeichnung)
- 2020 Das Konzert mit der Maus: Tschaikowski (Animationsfilm)
- 2021 Das Konzert mit der Maus: Brahms (Animationsfilm)
- 2021 Eine Möhre für Zwei (13 Folgen)
- 2022 Beginn der Arbeit als Maler und Zeichner
- 2023 Das Konzert mit der Maus: Fanny Hensel und Clara Schumann (Animationsfilm)
- 2023 WDR macht Schule: Dackl trifft Komponistinnen

## Papiertheater
- 1988 Mogambo
- 1990 Das Gerücht
- 1991 Als Max Ernst einmal anlässlich eines Bartók-Konzertes den ersten Satz verpasste.
- 1994 La Paloma
- 2000 Rheinreise
- 2013 Le Bal

## Preise und Auszeichnungen
- Art Amphora 2008 für Sesamstraße: Wolle Interviews/Bobbahn
- Asia-Pacific Broadcast Union ABU Prize 2011, Category: Children für Eine Möhre für Zwei
- Art Amphora 2011 für Eine Möhre für Zwei